# Sire
För skivbolaget, se Sire Records.
Sire, franska, av latinets senior och Sieur, "allernådigste herre", tilltal till kejsare och kungar.